# Haïti aux Jeux olympiques
Haïti a participé à 14 Jeux d'été et à aucun Jeux d'hiver. Le pays a gagné deux médailles, une en bronze gagnée en Tir par équipe en 1924 et l'autre en argent gagnée en 1928 par Silvio Cator en saut en longueur.

## Médailles
| Médaille | Nom                                                                               | Jeux           | Sport      | Compétition             |
| -------- | --------------------------------------------------------------------------------- | -------------- | ---------- | ----------------------- |
| Bronze   | Ludovic Augustin, Destin Destine, Eloi Metullus, Astrel Rolland, Ludovic Valborge | Paris 1924     | Tir        | Rifle libre par équipes |
| Argent   | Silvio Cator                                                                      | Amsterdam 1928 | Athlétisme | Saut en longueur        |